# Charles Menya
Charles James Menya (ur. 31 marca 1975) − kenijski bokser kategorii lekkopółśredniej, medalista igrzysk Wspólnoty Narodów (2006).

## Kariera amatorska
W 2006 zdobył brązowy medal na igrzyskach Wspólnoty Narodów w Melbourne. W pojedynku 1/8 finału igrzysk pokonał przed czasem Joela Eligona. W ćwierćfinale pokonał na punkty reprezentanta Kamerunu Colombana Kaldjoba, zapewniając sobie miejsce na podium w kategorii lekkopółśredniej. W półfinale przegrał na punkty (4:19) z Giovannim Frontinem. W 2007 rywalizował na igrzyskach afrykańskich, gdzie odpadł w eliminacjach.